# Geolycosa lusingana
Geolycosa lusingana este o specie de păianjeni din genul Geolycosa, familia Lycosidae. A fost descrisă pentru prima dată de Roewer, 1959.
Este endemică în Congo. Conform Catalogue of Life specia Geolycosa lusingana nu are subspecii cunoscute.